# Adone Brandalise
Adone Brandalise (Pistoia, 16 giugno 1949) è un critico letterario e filosofo italiano.

## Biografia
Si è laureato nel 1972 con Vittore Branca con una tesi dal titolo L'opera e la critica. Esperimenti critici su testi narrativi italiani, in cui vengono sperimentati nuovi metodi critici su testi di Alessandro Manzoni e Carlo Emilio Gadda.
Professore di teoria della letteratura presso l'Università di Padova, la sua attività di ricerca si caratterizza per il costante intreccio tra riflessione filosofica e psicoanalitica con l'interpretazione del testo letterario. I luoghi seminali della sua ricerca vanno individuati nello studio di Spinoza e Plotino, cui si dedica sin dalla giovinezza, di Hegel e dell'idealismo tedesco, oltre che nell'approfondimento risalente agli anni Settanta dell'opera di Jacques Lacan.
Promotore di numerose iniziative scientifiche, tra cui alcuni progetti di didattica e ricerca legati agli studi interculturali, ha collaborato a riviste quali "Lettere italiane", "Studi novecenteschi", "Immagine riflessa", "Il centauro" , "Filosofia politica" o "Trickster".
Tra i temi che segnano la sua ricerca vanno senz'altro segnalati alcuni molto ricorrenti: il problema della singolarità, il rapporto tra mistica ed evento soggettivo, quello tra pensiero filosofico e azione politica, quello tra poesia e pensiero. Attentissimo cultore della musica operistica e del cinema, tra gli autori che maggiormente animano la scena della sua riflessione, affidata soprattutto all'oralità, sono Platone, Leopardi, Melville, Nietzsche, Shakespeare, Luis de León, Max Ophüls e Orson Welles.

## Operaismo
Brandalise opera sin dal 1973 presso la Facoltà di Lettere e Filosofia dell'Università di Padova, dove anima e partecipa a partire dagli anni settanta alla costituzione di numerosi seminari e momenti di studio, anche in relazione con i dibattiti dell'operaismo. Oltre all'attività sindacale, in comunicazione con Guido Bianchini (Padova, 1926 - 1998), segna questa fase di sua riflessione politica il lavoro svolto "off air" nella direzione romana di "Il Centauro. Rivista di Filosofia e teoria politica" (1981-86), nel cui comitato direttivo operavano anche Nicola Auciello, Adriana Cavarero, Remo Bodei, Massimo Cacciari, Umberto Curi, Giuseppe Duso, Roberto Esposito, Giacomo Marramao, Giangiorgio Pasqualotto, Biagio De Giovanni (direttore) e Roberto Racinaro.
Il Centauro, rivista pubblicata dall'editore Guida, nasce in una fase storica segnata dal caso Moro, dal compromesso storico, dal teorema Calogero. L'idea dei redattori era di avviare un laboratorio politico in cui potessero intervenire intellettuali legati al PCI, anche se in modi spesso prossimi al dissenso. Tuttavia non compare nelle rievocazioni più recenti degli anni dell'operaismo il nome di Brandalise, certo per la relativa assenza di suoi interventi scritti, ma anche per il coagularsi del suo percorso politico negli anni Novanta intorno alla "nozione sintomatica" di politica invisibile e poi, nel decennio successivo, di decostituzionalizzazione.

## Opere
- Oltranze. Simboli e concetti in letteratura, Padova, Unipress, 2002.
- Categorie e figure. Metafore e scrittura nel pensiero politico, Padova, Unipress, 2003.
- con E. Macola, Psicoanálisis y arte de ingenio: de Cervantes a María Zambrano, Malaga, Miguel Gomez, 2004
- con E. Macola e P. Sanchez Otin, Bestiario lacaniano, Milano, Bruno Mondadori, 2007.
- L'immagine del territorio e i processi migratori, in M. BERTONCIN, A. PASE (a cura di), Territorialità, Milano, Franco Angeli, 2007.
- In weiter Ferne so nah. In margine al sermone Beati Pauperes, in (a cura di G. Panno) Il silenzio degli angeli. Il ritrarsi di Dio nella mistica medievale e nelle riscritture moderne, Padova, Unipress, 2008, pp. 157–163.
- Oltre la comparazione. Modi e posizioni del pensiero dopo l'intercultura, in (a cura di G. Pasqualotto), Per una filosofia interculturale, pp. 59–69, Milano, Mimesis, 2008.
- Introduzione (con A. Barbieri), in (a cura di A. Barbieri, P. Mura, G. Panno), Le vie del racconto. Temi antropologici, nuclei mitici e rielaborazione letteraria nella narrazione medievale germanica e romanza, Padova, Unipress, 2008, pp. I-XXVIII.
- Il multilinguismo nella mediazione (con A. Celli, K. Rhazzali, E. Sartori), in (a cura di G. Mantovani) Intercultura e mediazione, Roma, Carocci, 2008.
- Postfazione, in C. Tenuta, Dal mio esilio non sarei mai tornato, io. Profili ebraici tra cultura e letteratura nell'Italia del Novecento, Roma, Aracne, 2009, pp. 167–170 ISBN 978-88-548-2376-1.
- con N. Fazioni (a cura di), Cosa cambia con Lacan? Saperi, pratiche, poteri, in International Journal of Žižek Studies, Vol 6, n. 4, 2012, ISSN 1751-8229 (WC · ACNP).
- Dentro il confine, Milano, Mimesis, 2019, ISBN 978-88-575-5688-8.
- Metodi della singolarità, Milano, Mimesis, 2019, ISBN 978-88-575-5735-9.
- La necessità dell'Altro: scritti in onore di Adone Brandalise, Milano, Mimesis, 2019, ISBN 978-88-575-6349-7.